# 니타 비버
니타 비버(Nita Bieber, 1926년 7월 18일 ~ 2019년 2월 4일)는 미국의 배우, 댄서, 연극 배우, 영화배우이다.
로스앤젤레스에서 태어났으며 란초 팔로스 베르데스에서 사망하였다.

## 영화
- 키스밋(영어판) (1955년)
- 도둑이었던 왕자 (1951년)
- 썸머 스톡 (1950년)